# Nunciatura apostólica en El Salvador
La Nunciatura Apostólica en El Salvador es una embajada de la Santa Sede ante la República de El Salvador con la que mantiene relaciones diplomáticas.

## Historia
La nunciatura apostólica en El Salvador fue establecida el 30 de septiembre de 1933 con el nombramiento de Carlo Chiarlo como nuncio apostólico de Costa Rica, Honduras, Nicaragua, El Salvador y Panamá, habiendo sido él mismo el sucesor en el cargo como internuncio apostólico en Centroamérica desde el 28 de enero de 1932.
Durante la guerra civil de El Salvador, el Frente Farabundo Martí para la Liberación Nacional propuso la sede de la Nunciatura Apostólica en El Salvador como lugar para realizar el encuentro propuesto por José Napoleón Duarte para marzo de 1989. Al final se realizaron allí tanto los encuentros de marzo como los de mayo de aquel año.
En 2025, la nunciatura apostólica emitió un comunicado después de que por tercer año consecutivo se contase con una «obispa» de la Iglesia episcopal anglicana en el país durante una misa en honor del arzobispo metropolitano de San Salvador Óscar Arnulfo Romero, asesinado en 1980 y nombrado santo por el Papa Francisco en 2018. La nunciatura recordó que las celebraciones que se realizan con miembros de otros ritos prevén solamente la liturgia de la Palabra y el comentario de la misma, junto con oraciones de los fieles y el Padre Nuestro, sin hacer uso del altar por parte de oficiantes no católicos.

## Función
La Nunciatura Apostólica tiene como función informar, de modo estable y objetivo, a la Santa Sede sobre las condiciones de la arquidiócesis de San Salvador, diócesis, ordinariato militar, vicariatos apostólicos, órdenes y congregaciones religiosas que hacen vida en El Salvador, esto para ayudar, aconsejar y colaborar con las Conferencia Episcopal de El Salvador y con cada uno de los obispos de la República de El Salvador, respetando naturalmente el ejercicio de la jurisdicción que le es propia; y una función diplomática, cuyo objeto es promover y favorecer las relaciones entre la Santa Sede y El Salvador, favoreciendo el diálogo entre todos los ciudadanos.

## Representantes de la Santa Sede en El Salvador
| Imagen | Nombre                    | Inicio                   | Fin                      | Detalles adicionales                                             |
| ------ | ------------------------- | ------------------------ | ------------------------ | ---------------------------------------------------------------- |
|        | Carlo Chiarlo             | 30 de septiembre de 1933 | 1933                     |                                                                  |
|        | Albert Levame             | 21 de diciembre de 1933  | 12 de noviembre de 1939  |                                                                  |
|        | Giuseppe Beltrami         | 20 de febrero de 1940    | 15 de noviembre de 1945  |                                                                  |
|        | Giovanni Castellani       | 18 de diciembre de 1945  | 23 de agosto de 1951     |                                                                  |
|        | Gennaro Verolino          | 5 de septiembre de 1951  | 25 de febrero de 1957    |                                                                  |
|        | Giuseppe Paupini          | 25 de febrero de 1957    | 23 de mayo de 1959       |                                                                  |
|        | Ambrogio Marchioni        | 1 de julio de 1959       | 1 de septiembre de 1964  |                                                                  |
|        | Bruno Torpigliani         | 1 de septiembre de 1964  | 3 de agosto de 1968      |                                                                  |
|        | Girolamo Prigione         | 27 de agosto de 1968     | 2 de octubre de 1973     |                                                                  |
|        | Emanuele Gerada           | 8 de noviembre de 1973   | 15 de octubre de 1980    |                                                                  |
|        | Lajos Kada                | 15 de octubre de 1980    | 8 de abril de 1984       |                                                                  |
|        | Francesco de Nittis       | 24 de enero de 1985      | 25 de junio de 1990      | Nuncio durante las reuniones entre el FDR-FMLN y Duarte en 1989. |
|        | Manuel Monteiro de Castro | 21 de agosto de 1990     | 2 de febrero de 1998     |                                                                  |
|        | Giacinto Berloco          | 5 de mayo de 1998        | 24 de febrero de 2005    |                                                                  |
|        | Luigi Pezzuto             | 2 de abril de 2005       | 17 de noviembre de 2012  |                                                                  |
|        | Léon Kalenga Badikebele   | 14 de mayo de 2022       | 17 de marzo de 2018      |                                                                  |
|        | Santo Rocco Gangemi       | 25 de mayo de 2018       | 12 de septiembre de 2022 |                                                                  |
|        | Luigi Roberto Cona        | 26 de octubre de 2022    | En el cargo              |                                                                  |